# Lovisa Johansson
Lovisa Johansson (* 26. Januar 1992) ist eine schwedische Fußballschiedsrichterin.
Johansson leitet seit mindestens 2020 Spiele in der Damallsvenskan, der höchsten schwedischen Frauenliga, und hatte in dieser bereits mindestens 80 Einsätze.
Seit 2021 steht Johansson auf der Liste der FIFA-Schiedsrichter und leitet internationale Fußballpartien. Sie gehört zur Gruppe der UEFA-Second-Category-Schiedsrichterinnen, der dritthöchsten Schiedsrichterinnen-Kategorie.
Bei der U-17-Europameisterschaft 2022 in Bosnien-Herzegowina pfiff Johansson drei Spiele, darunter zwei Partien in der Gruppenphase sowie das Halbfinale zwischen Spanien und den Niederlanden (3:0).
Zudem leitete und leitet Johansson Spiele in der Women’s Nations League, in der Qualifikation zur Women’s Champions League, in der europäischen WM-Qualifikation für die Weltmeisterschaft 2023 in Australien und Neuseeland, in der Qualifikation für die Europameisterschaft 2025 in der Schweiz sowie diverse weitere Qualifikations- und Freundschaftsspiele.